# The Ballad of Jack and Rose
The Ballad of Jack and Rose ist ein US-amerikanisches Filmdrama aus dem Jahr 2005. Regie führte Rebecca Miller, die auch das Drehbuch schrieb.

## Handlung
Jack Slavin und seine Tochter Rose leben auf einer Insel. Rose besucht keine Schule; sie wird von ihrem Vater unterrichtet. Dieser ist aber krank und wird bald sterben.
Jack lernt Kathleen kennen, die zwei Söhne hat. Sie beginnt eine Beziehung mit ihm und zieht zu ihm, was Rose zunächst verärgert. Der Teenager schneidet seine Haare kurz und schießt auf Möbel im Zimmer Jacks und dessen Freundin. Später schläft sie mit Kathleens Sohn Thaddius und freundet sich mit ihrem zweiten Sohn Rodney an.
Es kommt zum Streit, in dem Rose Thaddius verletzt, worauf Kathleen und ihre Söhne die Insel verlassen. Nach dem baldigen Tod des Vaters verlässt Rose die Insel und zieht in eine Kommune.

## Kritiken
Desson Thomson schrieb in der Washington Post vom 1. April 2005, im Film würden „grandiose Darstellungen“ gegen ein „mangelhaftes Drehbuch“ kämpfen und verlieren. Eigentlich sei das Drehbuch provozierend und originell; die Charaktere seien „zutiefst interessant“. Die Struktur wirke jedoch zufällig, die angesprochenen Themen – schematisch. Es könne dennoch ein Kompliment sein, dass der Film den Zuschauer zuerst derart beschäftige, dass er später enttäusche.
Kenneth Turan schrieb in der Los Angeles Times vom 25. März 2005, der Film lebe von der „außergewöhnlichen“ Darstellung von Daniel Day-Lewis. Er sei fesselnd, provozierend und „raffiniert aufwühlend“. Der Film thematisiere genauso die Wandlung der alternativen Lebensformen wie auch das Ende der Träume. Er sei die beste Arbeit der Regisseurin.

## Auszeichnungen
Catherine Keener erhielt im Jahr 2005 den Boston Society of Film Critics Award und den Los Angeles Film Critics Association Award. Daniel Day-Lewis erhielt 2005 einen Preis des Marrakech International Film Festivals, Rebecca Miller wurde für den Golden Star des gleichen Festivals nominiert. Miller wurde 2005 für einen Preis des Deauville Film Festivals nominiert. Camilla Belle wurde 2005 für den Gotham Award nominiert. Der Film wurde 2005 für den Artios der Casting Society of America nominiert.

## Hintergründe
Der Film wurde in verschiedenen Orten auf der kanadischen Prince Edward Island und in New Milford (Connecticut) gedreht. Seine Produktionskosten betrugen schätzungsweise 1,5 Millionen US-Dollar. Die Weltpremiere fand am 23. Januar 2005 auf dem Sundance Film Festival statt, dem zahlreiche weitere Filmfestivals – darunter die Internationalen Filmfestspiele Berlin 2005 – folgten. Am 25. März 2005 kam der Film in die ausgewählten Kinos der USA, in denen er ca. 712 Tsd. US-Dollar einspielte.